# Grote Isabellapolder
De Grote Isabellapolder (ook: Groote Isabellapolder) is een polder ten westen van Philippine in de Nederlandse provincie Zeeland. De polder behoort tot de Polders van Albert en Isabella.
De Grote Isabellapolder is een restant van de in 1622 geïnundeerde Clarapolder, wat in 1794 werd opnieuw werd ingedijkt. De polder is vernoemd naar Isabella van Spanje, gemalin van Groothertog Albert van Oostenrijk.
De polder is slechts 36 ha groot en wordt in het westen begrensd door het Isabellakanaal en in het zuiden door de Belgisch-Nederlandse grens. De buurtschappen Bouchauterhaven, Isabellahaven en Haven liggen in deze polder.
Tot de afdamming van de Braakman in 1952 (waarbij de Braakmanpolder ontstond) was de Grote Isabellapolder de enige landverbinding tussen Oost- en West-Zeeuws-Vlaanderen. Daarom liep er een wegverbinding en een stoomtramverbinding (Tramlijn IJzendijke - Drieschouwen) door de polder. Deze landverbinding was slechts 600 meter breed. Voor 1920 (gereed komen van de Dijckmeesterpolder) was de verbinding nog smaller (minder dan 300 m).